# Геологія Удмуртії

Схема геологічних структур:
1 — Верхньокамська западина, 2 — Татарське склепіння (2а — Немський виступ, 2б — Кільмезький грабен, 2в — Удмуртський виступ, 2г — Марі-Турекська сідловина, 2д — Нижньокамська зона лінійних дислокацій), 3 — Бірська сідловина

Територія Удмуртії розташована в межах Волзько-Камської антеклізи, однієї з найбільших структур Російської платформи. Вона складається з декількох дрібніших структур. В межах республіки це — Татарське склепіння, Калтасинський авлакоген та Верхньокамська западина.
Татарське склепіння охоплює західну частину Удмуртії, глибина залягання фундаменту становить 1500—2000 м. Поділяється на Північну вершину, Нижньокамську зону лінійних дислокацій та північно-східний схил Південної (Альметьєвської) вершини. Північна вершина в свою чергу складається з Немського, Удмуртського та Кукморського виступів, розділених грабенами по фундаменту і відповідають прогинам в чохлі. Удмуртська система глибинних розломів відділяє Татарське склепіння від Калтасинського авлакогена. Вона представлена системою ярусних скидів і простягається у вигляді плавної дуги. Загальна ширина зони розломів становить 15—20 км, амплітуда — 1—2 км. Калтасинський авлакоген охоплює східну частину Удмуртії і характеризується поступовим зануренням фундаменту на південний схід. Глибина залягання фундаменту становить 3—5 км, у западині на схід від Сарапула — до 7—8 км. Заповнений потужним шаром рифейських пісковиків. Верхньокамська западина охоплює східну та північну частину Удмуртії і виражена в осадовому чохлі. Поділяється на Бородулінсько-Фокінську, Верхньообвінську частини, Чепецьку та Кільмезько-Немську зони. На півдні западина переходить в Бірську сідловину.
Структури, виділені по фундаменту, розбиті на численні блоки розломами субмеридіонального та північно-східного напрямків. В осадовому чохлі структурні зони розрізняються за наявністю і орієнтації локальних прогинів та валів, загальна кількість яких досягає багатьох десятків. Найзначніші вали — Зуринський, Дебьоський, Кулигінський, Кіонгопський, найбільші прогини — Кільмезький та Мамадисько-Кокарський. Будова осадового чохла тісно пов'язана з будовою фундаменту. Складні поєднання його порухів визначило хід накопичення осаду і формування в осадовому чохлі 3 структурних поверхів — рифейського, вендського та палеозойського.

## Геологічна історія
В історії геологічного розвитку території республіки виділяються 3 тектонічних мегацикли — ранньодокембрійський, пізньодокембрійський та палеозойсько-кайнозойський. В результаті дії цих циклів сформувались як великі тектонічні елементи, так і різні за складом гірські породи. Ранньодокембрійському циклу був притаманним геосинклінальний розвиток, який закінчився формуванням кристалічного граніто-гнейсового фундаменту платформи. Поверхня фундаменту характеризується складним рельєфом, виділяється 2 структурні форми — Татарське склепіння та Калтасинський авлакоген. Породи представлені парагнейсами та амфіболітами, перерваними інтрузивними тілами кислого та основного складів. Абсолютний вік порід становить 1,85—1,65 млрд років.
Породи рифейського комплексу перекривають породи фундаменту. В ранньорифейський час починається формуватись осадовий комплекс порід, представлений значними по товщині континентальними червоними кварцово-польовошпатними пісковиками, гравелітами та конгломератами. В середньо-рифейський час в східні та північні райони Удмуртії проникає море з Уральської міогеосинкліналі. Відклади представлені глинистими вапняками з прошарками аргілітів та алевролітів. Потужність відкладів змінюється від 300 м на бортах Калтасинського авлакогену до 4000—6000 м в найбільш занурених ділянках. Вендський цикл характеризується спокійнішим режимом. У ранньодевонський час більша частина Татарського своду була суходолом. Прибережно-морські відклади, представлені алевролітами, аргілітами та пісковиками, характерні для східних та північних районів Удмуртії. Товщина відкладів збільшується до 350 м.
Палеозойський етап починається з континентальних умов, проходило розмивання раніше накопичених порід, і лише з середньо-франського часу встановився морський режим, який призвів до утворення карбонатних осадів. Девонське море продовжувало існувати в кам'яновугільний та пермський час. Відклади палеозойської групи, представлені девонською, кам'яновугільною та пермською системами, поширені повсюди. В палеозойському поверсі на місці Калтасинського авлакогена виділяється Верхньокамська западина. Пізньопермська епоха характеризується вертикальними рухами. Осади, які відклались раніше, піддавались денудації, а інтенсивний підйом Уральських гір забезпечив накопичення потужного шару переважно теригенних червоних осадів. В мезозойсько-кайнозойський час продовжується континентальний режим розвитку. В цей час проходить кінцеве формування структурних планів не тільки великих тектонічних елементів, але й валів та локальних підйомів.